# Tadeusz Sławek
Tadeusz Maria Sławek (ur. 5 grudnia 1946 w Katowicach) – polski poeta, tłumacz, eseista, literaturoznawca, profesor nauk humanistycznych, samorządowiec. Rektor Uniwersytetu Śląskiego w latach 1996–2002.

## Życiorys
Ukończył w 1964 III Liceum Ogólnokształcące im. Adama Mickiewicza w Katowicach, a następnie polonistykę (1969) i anglistykę (1971) na Uniwersytecie Jagiellońskim w Krakowie. Od 1971 pracuje na Uniwersytecie Śląskim w Katowicach, początkowo jako lektor języka angielskiego. W 1978 obronił tam doktorat. W latach 1979–1980 przebywał na Stypendium Fulbrighta w San Diego (USA). W 1984 pełnił funkcję visiting professor w Norwich (Wielka Brytania). Habilitował się w 1986 na Uniwersytecie im. Adama Mickiewicza w Poznaniu. W latach 1989–1990 wykładał w San Diego (USA). W latach 1991–1994 był prodziekanem wydziału filologicznego Uniwersytetu Śląskiego w Katowicach, a w latach 1996–2002 – rektorem tej uczelni. Obecnie kierownik Katedry Literatury Porównawczej UŚ. W latach 90. prowadził także wykłady (visiting professor) na uczelniach wyższych w Neapolu i Stanford. Tytuł naukowy profesora otrzymał w 1992. Doktoraty pod jego kierunkiem obronili, m.in.: Ryszard Wolny (1991), Małgorzata Nitka (1996), Joanna Żylińska (1998), Jacek Gutorow (1999), Sławomir Masłoń (1999), Paweł Marcinkiewicz (2004), Piotr Bogalecki (2010).
Specjalizuje się w historii literatury angielskiej i amerykańskiej oraz teorii literatury. Jest także tłumaczem z języka angielskiego m.in. poezji takich pisarzy, jak: Wendell Berry, William Blake, Allen Ginsberg, Seamus Heaney, Robinson Jeffers, Thomas Merton, Jerome Rothenberg. Tłumaczył także teksty Johna Lennona, Jima Morrisona i Pete’a Sinfielda. Stały publicysta „Tygodnika Powszechnego”, publikował też m.in. w pismach: „brulion”, „Gazeta Wyborcza” („Gazeta Katowicka”), „Odra”, „Res Publica Nowa”.
Od 1978 współpracuje z kontrabasistą i kompozytorem muzyki Bogdanem Mizerskim, ich wspólne nagrania recytacji poezji oraz muzyki kontrabasowej (forma „eseju na głos i kontrabas”), ukazują się od wielu lat nakładem wytwórni „Off Records”. Ich wspólne koncerty odbywały się m.in. w Teatrze Stara Prochownia i Centrum „Łowicka” w Warszawie, Galerii Miejskiej we Wrocławiu, Górnośląskim Centrum Kultury, Galerii Sztuki Współczesnej BWA i Teatrze Korez w Katowicach, Teatrze Śląskim (Scena w Malarni) w Katowicach, Instytucie Polskim w Bratysławie, Teatrze Wielkim w Łodzi.
Członek Komitetu Nauk o Literaturze PAN, Członek Prezydium Komitetu „Polska w Zjednoczonej Europie” PAN, Członek Prezydium Rady Głównej Szkolnictwa Wyższego, należał do Stowarzyszenia Pisarzy Polskich do sierpnia 2020.
Został członkiem komitetu poparcia Bronisława Komorowskiego przed przyspieszonymi wyborami prezydenckimi w 2010. W wyborach samorządowych w 2018 z listy Koalicji Obywatelskiej został wybrany na radnego Sejmiku Województwa Śląskiego.
Od 2015 prowadzi w Radiu Katowice audycję muzyczną „Uszy duszy” (w latach 2003–2014 w Radiu eM). W 2017 został laureatem Poznańskiej Nagrody Literackiej. W 2020 nominowany do Nagrody Literackiej Nike za Kafka. Życie w przestrzeni bez rozstrzygnięć.

## Życie prywatne
Syn ekonomisty Tadeusza Sławka i Anny z domu Karwaniak. Od 1972 żonaty z polonistką Ewą Romankiewicz. Ojciec Jakuba Sławka. Od 2000 mieszka w Cisownicy.

## Odznaczenia
W 2016 został odznaczony Złotym Krzyżem Zasługi i Medalem Komisji Edukacji Narodowej.

## Twórczość
- Grand Circus Hotel (poezje; Związek Literatów Polskich, oddział w Katowicach 1977)
- Staw (poezje; Wydawnictwo Literackie 1982, ISBN 83-08-00797-X)
- Wnętrze: z problemów doświadczenia przestrzeni w poezji (eseje; Prace Naukowe Uniwersytetu Śląskiego w Katowicach, nr 527; Wydawnictwo Uniwersytetu Śląskiego 1984, ISBN 83-00-00348-7)
- Rozmowa (poezje; ilustr. Romuald Dziurosz; Śląsk 1985)
- The outlined shadow: phenomenology, grammatology, Blake (eseje; Prace Naukowe Uniwersytetu Śląskiego w Katowicach, nr 727; Wydawnictwo Uniwersytetu Śląskiego 1985, ISBN 83-226-0037-2)
- Oczy to nie wszystko (opowiadania dla dzieci; Śląsk 1988, ISBN 83-216-0587-7)
- Między literami: szkice o poezji konkretnej (eseje; Wydawnictwo Dolnośląskie 1989, ISBN 83-7023-053-9)
- The Dark glory: Robinson Jeffers and his philosophy of Earth time & things (eseje; Prace Naukowe Uniwersytetu Śląskiego w Katowicach, nr 1086; Wyd. Uniwersytetu Śląskiego 1990, ISBN 83-226-0305-3)
- Maszyna do pisania. O dekonstruktywistycznej teorii Jacques’a Derridy (eseje; wespół z Tadeuszem Rachwałem, Oficyna Literatów „Rój” 1992)
- Sfera szarości: studia nad literaturą i myślą osiemnastego wieku (eseje; wespół z Tadeuszem Rachwałem; Prace Naukowe Uniwersytetu Śląskiego w Katowicach, nr 1359; Wydawnictwo Uniwersytetu Śląskiego 1993, ISBN 83-226-0501-3)
- Człowiek radosny – Blake, Nietzsche (eseje; Seria: „Spotkania z Literaturą”; Szumacher 1994, ISBN 83-86168-01-3)
- O głodzie (poezje; Śląsk 1994, ISBN 83-900814-5-8)
- Literary Voice. The Caling of Jonah (eseje; wespół z Donaldem Weslingiem; State University of New York Press, Albany (USA) 1995)
- Pięć esejów o gościnności (proza poetycka; Biblioteka Fundacji „Pallas Silesia” nr 4; Fundacja Pallas Silesia 2000, ISBN 83-911767-9-7)
- Podróż czterech mężów z Nysy do Barda Śląskiego (proza poetycka; Towarzystwo Miłośników Ziemi Pszczyńskiej, Fundacja „Pallas Silesia” 2000, ISBN 83-911767-3-8)
- U-bywać: człowiek, świat, przyjaźń w twórczości Williama Blake’a (eseje; Prace Naukowe Uniwersytetu Śląskiego w Katowicach, nr 1994; Wydawnictwo Uniwersytetu Śląskiego 2001, ISBN 83-226-1079-3)
- Antygona w świecie korporacji: rozważania o uniwersytecie i czasach obecnych (eseje; Wydawnictwo Uniwersytetu Śląskiego 2002, Bibliotheca Alia Universa, t. 3, ISBN 83-226-1176-5; wyd. 2 uzupełnione: 2002, ISBN 83-226-1240-0)
- Żaglowiec, czyli Przeciw swojskości (eseje; Wydawnictwo Uniwersytetu Śląskiego 2006, ISBN 978-83-226-1646-8)
- Śladem zwierząt. O dochodzeniu do siebie (esej; Seria: ars medica ac humanitas; Słowo/obraz terytoria 2019, ISBN 978-83-7908-145-5)
- Kafka. Życie w przestrzeni bez rozstrzygnięć (esej; Instytut Mikołowski, Mikołów 2019, ISBN 978-83-65250-59-9)
- Na okrężnych drogach. Tłumaczenie literackie i jego światy (esej; Karakter, Kraków 2021, ISBN 978-83-66147-71-3)

## Tłumaczenia (wybór)
na język polski
- Thomas Merton, Wybór wierszy (tłum. ponadto: Tadeusz Ross oraz Joanna Gromek, Krystyna Horodyska-Poborska, Jerzy Illg, Tadeusz Kęsik, Jan Leszcza, Czesław Miłosz, Jerzy S. Sito, Teresa Truszkowska; Znak 1986, ISBN 83-7006-105-2)
- Jerome Rothenberg, Okoliczności (seria: Witryna Artystów; Kłodzki Klub Literacki. Kłodzki Ośrodek Kultury Kłodzko 1988)
- James Dickey, Wnętrze rzeki (również autor wyboru i wstępu; Wydawnictwo Literackie 1985, ISBN 83-08-01411-9)
- Geografia wyobraźni. Antologia osobista [wiersze poetów brytyjskich i amerykańskich] (wespół z Andrzejem Szubą; Stowarzyszenie Pisarzy Polskich, oddział w Katowicach 1991)
- William Blake, Tygrys i inne wiersze (Katowice 1993)
- Nick Cave, Pieśń torby na pawia, (Biuro Literackie, Stronie Śląskie 2018, ISBN 978-83-65125-71-2)
- Emily Dickinson, Samotność przestrzeni, (Biuro Literackie, Stronie Śląskie 2019, ISBN 978-83-65125-93-4)
- William Blake, Wyspa na Księżycu, (Biuro Literackie, Stronie Śląskie 2020, ISBN 978-83-66487-06-2)

z języka polskiego
- Tadeusz M. Siara, Letters for the left hand (wespół z Jakubem Sławkiem; Śląsk, Książnica 1997, ISBN 83-7164-052-8; ISBN 83-7132-130-9)
- Leszek Czuchajowski, Diverse are the ways of love (wespół z Tadeuszem Rachwałem, Arcana 2004, ISBN 83-89243-12-1)

## Redakcja, opracowania, udział w pracach zbiorowych
- Znak i semioza: z zagadnień semiotyki tekstu literackiego (wespół z Wojciechem Kalagą, Prace Naukowe Uniwersytetu Śląskiego w Katowicach, nr 668; Wydawnictwo Uniwersytetu Śląskiego 1985, ISBN 83-00-00818-7)
- Znak, tekst, fikcja: z zagadnień semiotyki tekstu literackiego (wespół z Wojciechem Kalagą, Prace Naukowe Uniwersytetu Śląskiego w Katowicach, nr 833; Wydawnictwo Uniwersytetu Śląskiego 1987, ISBN 83-226-0090-9)
- Interpretacje i style krytyki (wespół z Wojciechem Kalagą, Prace Naukowe Uniwersytetu Śląskiego w Katowicach, nr 994; Wydawnictwo Uniwersytetu Śląskiego 1988, ISBN 83-226-0143-3)
- Edwin Morgan(inne języki), Interferencje (autor wstępu; Śląsk 1990, ISBN 83-216-0783-7)
- Discourse and character (wespół z Wojciechem Kalagą, Prace Naukowe Uniwersytetu Śląskiego w Katowicach, nr 1659; Wydawnictwo Uniwersytetu Śląskiego 1990, ISBN 83-226-0755-5)
- Discourses, texts, contexts (wespół z Wojciechem Kalagą, Prace Naukowe Uniwersytetu Śląskiego w Katowicach, nr 1084; Wydawnictwo Uniwersytetu Śląskiego 1990, ISBN 83-226-0309-6)
- „We are all Indians”: violence, intolerance, literature (wespół z Tadeuszem Rachwałem, Prace Naukowe Uniwersytetu Śląskiego w Katowicach, nr 1123; Wydawnictwo Uniwersytetu Śląskiego 1990, ISBN 83-226-0336-3)
- „Facta Ficta”: z zagadnień dyskursu historii (wespół z Wojciechem Kalagą, Prace Naukowe Uniwersytetu Śląskiego w Katowicach, nr 1239; Wydawnictwo Uniwersytetu Śląskiego 1992, ISBN 83-226-0403-3)
- Representations of the erotic (wespół z Tadeuszem Rachwałem, Prace Naukowe Uniwersytetu Śląskiego w Katowicach, nr 1562; Wydawnictwo Uniwersytetu Śląskiego 1996, ISBN 83-226-0667-2)
- Word, subject, nature: studies in seventeenth and eighteenth-century culture (wespół z Tadeuszem Rachwałem, Prace Naukowe Uniwersytetu Śląskiego w Katowicach, nr 1557; Wydawnictwo Uniwersytetu Śląskiego 1996, ISBN 83-226-0674-5)
- Writing places and mapping words: readings in British cultural studies (wespół z Tadeuszem Rachwałem, Prace Naukowe Uniwersytetu Śląskiego w Katowicach, nr 1561; Wydawnictwo Uniwersytetu Śląskiego 1996, ISBN 83-226-0668-0)
- Geometry, winding paths and the mansions of spirit: aesthetics of gardening in the seventeenth and eighteenth centuries (eseje; współautorzy: David Jarrett, Tadeusz Rachwał; Prace Naukowe Uniwersytetu Śląskiego w Katowicach, nr 1659; Wydawnictwo Uniwersytetu Śląskiego 1997, ISBN 83-226-0755-5)
- Organs, organisms, organisations: organic form in 19th-century discourse (wespół z Tadeuszem Rachwałem; Frankfurt am Main: Peter Lang 2000, ISBN 3-631-36123-8)
- Civitas Mentis (redaktor serii „Komparastyka Literacka i Kulturowa”; Prace Naukowe Uniwersytetu Śląskiego w Katowicach, Wydawnictwo Uniwersytetu Śląskiego 2005, ISSN 1895-8346)

## Dyskografia
- O… kaseta magnetofonowa (według ks. Jana Twardowskiego; Edycja Św. Pawła 1995; MEP P 116)
- De-konstrukcje (CD; wespół z Bogdanem Mizerskim; Off Records 1998; OFF 002)
- Podróż mistyczna z Nysy do Barda Śląskiego (CD; wespół z Bogdanem Mizerskim; Off Records 2000; OFF 004)
- Rzeczy/Teraz (CD; wespół z Bogdanem Mizerskim; Off Records 2001, OFF 005)
- Żaglowiec Nietzsche. Esej na głos i kontrabas (CD; wespół z Bogdanem Mizerskim; Off Records 2002, OFF 007)

## Nagrody i wyróżnienia
- Nagroda im. Wojciecha Korfantego nadana przez Związek Górnośląski (2000)[7]
- Nagroda „Lux ex Silesia” (2002)[8]
- Literacka Nagroda Solidarności nadana przez Zarząd Regionu Śląsko-Dąbrowskiego NSZZ „Solidarność” i katowicki oddział Stowarzyszenia Pisarzy Polskich (2003)[9]
- Nagroda Kościoła Ewangelicko-Augsburskiego na Śląsku Śląski Szmaragd 2013[10]
- Honorowa nagroda Miejskiej Biblioteki Publicznej w Rudzie Śląskiej Optimus Auctor Silesianus MMXX (2020)[11]